# Eurycoma
Genre
Eurycoma est un genre de plantes de la famille des Simaroubaceae, d'Asie du Sud Est.

## Description
Arbustes de petite taille, avec des feuilles pennées arrangées en spirale autour du tronc

## Liste des espèces
- Eurycoma apiculata Benn.
- Eurycoma harmandiana Pierre
- Eurycoma latifolia Ridl.
- Eurycoma longifolia Jack